# 버들개초등학교
버들개초등학교는 대한민국 경기도 의정부시에 있는 공립 초등학교이다.

## 학교 연혁
- 2007. 01. 08 버들개초등학교 18학급 설립인가
- 2007. 01. 08 버들개초등학교병설유치원 1학급 설립인가
- 2007. 03. 01 초대 김창성 교장 부임
- 2007. 03. 01 초등학교 18학급, 병설유치원 1학급편성
- 2007. 03. 01 버들개초등학교 개교
- 2007. 03. 01 병설유치원 1학급 개원
- 2007. 03. 05 1학급 증설(19학급)편성
- 2008. 02. 15 제1회 졸업식
- 2008. 03. 01 6학급 증설(25학급 편성)
- 2008. 03. 01 25학급 편성(6학급 증설)
- 2008. 03. 01 영재학급 1학급 인가
- 2008. 03. 01 경기도교육청지정 예술치료교육시범학교 지정
- 2008. 03. 01 경기도교육청지정 교과특성화학교(빙상교실)지정
- 2009. 02. 12 제2회 졸업식(졸업생 132명)
- 2009. 03. 01 26학급 편성 (특수학급 포함)
- 2009. 03. 01 영재학급 1학급 증설 (2개 학급)
- 2009. 03. 01 특수학급 1학급 신설
- 2009. 03. 01 유치원 1학급 증설(2개 학급)
- 2009. 05. 31 버들개초등학교 도서관 개관
- 2009. 12. 17 2009학년도 학교평가 우수학교 교육감 표창
- 2010. 10. 07 영어체험실 개관
- 2010. 12. 20 학교급식운영 및 급식환경개선 우수학교 교육감 표창
- 2011. 03. 01 제2대 최광록 교장 부임
- 2011. 03. 31 제92회 전국동계체육대회 종합우승 기여 표창
- 2011. 04. 01 버들개초등학교 역사관 개관
- 2012. 02. 15 제5회 졸업식 (졸업생 137명, 총 612명)
- 2012. 03. 01 27학급 편성(1학급 증설, 특수학급 포함)
- 2013. 02. 15 제6회 졸업식 (졸업생 168명, 총 780명)
- 2013. 03. 01 제3대 이가영 교장 부임
- 2013. 03. 01 초등 28학급(1학급증설,특수학급포함).병설유치원 2학급 편성
- 2014. 02. 14 제7회 졸업식 (졸업생 129명, 총 908명)
- 2014. 03. 01 28학급 편성(특수학급 포함)
- 2020. 09. 01 제5대 박영숙 교장취임
- 2021. 01. 01 제14회 졸업식(졸업생 136명, 총 1,764명)
- 2021. 03. 01 초등 30학급(특수학급1포함), 병설유치원 1학급 편성
- 2022. 09. 01 제6대 이윤숙 교장 취임
- 2013. 09. 01 제7대 신정미 교장 취임
- 2023. 12. 29 제17회 졸업식(졸업생 112명, 총 1,876명)